# 1 E10 m²
 (mars 2025).
- Si vous ne connaissez pas le sujet, laissez ce bandeau (vous pouvez alors contacter les auteurs).
- Si vous supprimez le contenu mis en cause (vous pouvez préalablement contacter les auteurs),

argumentez précisément cette suppression dans la page de discussion
(un manque de référence n'est pas un argument ; une recherche réelle de référence doit avoir été effectuée, être formellement documentée).
 (mars 2025).
Motif : Idem Groupe de listes sans sources, uniquement liées entre elles par Modèle:Palette Comparaison ordres de grandeur de surface. Wikipédia:Ce que Wikipédia n'est pas#Un annuaire ou une base de données
- Archive Wikiwix
- Bing
- Cairn
- DuckDuckGo
- E. Universalis
- Gallica
- Google
- G. Books
- G. News
- G. Scholar
- Persée
- Qwant
- (zh) Baidu
- (ru) Yandex
- (wd) trouver des œuvres sur Wikidata

| 1. | Préciser le motif de la pose du bandeau. | Précisez le motif de la pose du bandeau en utilisant la syntaxe suivante : {{admissibilité à vérifier\|date=mars 2025\|motif=remplacez ce texte par le motif}}                |
| 2. | Informer les utilisateurs concernés.     | Pensez à avertir le créateur de l'article, par exemple, en insérant le code ci-dessous sur sa page de discussion : {{subst:avertissement admissibilité à vérifier\|1 E10 m²}} |

Pour aider à comparer les ordres de grandeur des différentes superficies, voici une liste de superficies de l’ordre de 1010 m2, soit 10 000 km2, un million d’hectares, 2 470 000 acres ou une aire circulaire d’un rayon de 56,419 km :
- 10 000 km2 : le département français de la Gironde
- 10 452 km2 : le Liban
- 13 812 km2 : le Monténégro
- 14 139 km2 : l’Irlande du Nord
- 15 007 km2 : le Timor oriental
- 17 000 km2 : les îles de l’État américain d’Hawaï
- 17 700 km2 : le lac Ladoga, en Carélie russe, frontière finlandaise
- 17 779 km2 : le bassin versant de la rivière suisse Aar
- 19 009 km2 : le lac Ontario, à la frontière Canada-États-Unis
- 20 273 km2 : la Slovénie
- 20 779 km2 : le pays de Galles
- 20 770 km2 : l’État d’Israël
- 22 708 km2 : l’État américain du New Jersey
- 24 923 km2 : l’État américain du Vermont
- 19 009 km2 : le lac Érié, à la frontière Canada-États-Unis
- 25 713 km2 : la Macédoine du Nord
- 28 748 km2 : l’Albanie
- 30 230 km2 : la Belgique (terres)
- 30 355 km2 : le Lesotho
- 41 290 km2 : la Suisse
- 45 226 km2 : l’Estonie
- 48 845 km2 : la Slovaquie
- 51 100 km2 : le Costa Rica
- 51 129 km2 : la Bosnie-Herzégovine
- 56 610 km2 : la Croatie
- 64 589 km2 : la Lettonie
- 65 200 km2 : la Lituanie
- 68 401 km2 : l’île de l’État australien de Tasmanie
- 69 482 km2 : le lac Victoria, aux frontières de l’Ouganda, de la Tanzanie et du Kenya
- 69 500 km2 : la république de Géorgie
- 70 282 km2 : la république d’Irlande
- 82 000 km2 : le lac Supérieur, à la frontière Canada-États-Unis
- 82 880 km2 : les Émirats arabes unis
- 83 846 km2[1],[2],[3] : la Guyane
- 83 871 km2 : l’Autriche
- 84 421 km2 : l’île d’Irlande
- 88 361 km2 : la Serbie
- 92 300 km2 : la Jordanie
- 92 391 km2 : le Portugal
- 93 030 km2 : la Hongrie
- 94 321 km2 : l’État américain de l’Indiana
- 98 480 km2 : la Corée du Sud